# Связь в Намибии
Связь в Намибии включает в себя радио, телевидение, стационарные и мобильные телефоны, интернет.

## СМИ
Государственная телерадиокомпания — NBC (Namibian Broadcasting Corporation) включает в себя телеканалы NBC1 и NBC2, радиостанцию National Radio и ряд радиостанций, вещающих на языках национальных меньшинств.
Также в стране доступно вещание нескольких международных телеканалов и радиостанций.

### Радиовещание
- Радиостанции: 1 государственная и около десятка частных радиостанций, вещающих на различных языках; радиовещание ведётся на государственных станциях (на 2007 год).[1]
- Радиоприёмники: 232,000 (на 1997 год).

### Телевещание
- Телестанции: 1 государственная и 1 частная телевизионная станция; доступно спутниковое и кабельное телевидение (на 2007 год).[1]

- Телевизоры: 60,000 (на 1997 год).

## Телефония
- Телефонный код государства: +264[1]
- Префикс международных вызовов: 00[2]
- Телефонные линии[1]: 193,000 линий, 125 место в мире (на 2017 год).
- Сотовые телефоны[1]: 2,6 миллиона мобильных телефонов, 143 место в мире (на 2017 год).

## Интернет
- Интернет-домен верхнего уровня: .na[1]
- Интернет-пользователи: 548,565 пользователей, 142 место в мире; 22.31% от всего населения, 134 место в мире (на 2015 год).
- Интернет-хосты: 78,280 хостов, 84 место в мире (на 2012 год).[1]
- IPv4: 199,168 адресов, менее 0,05% от общего количества в мире, 92 адреса на 1000 человек (на 2012 год).
- Интернет-провайдеры: 10 ISPs (на 2006 год).
- Спутники связи: 4 Intelsat (на 2010 год).